# Nicole Krämer
Nicole C. Krämer (* 1972) ist eine deutsche Sozialpsychologin.

## Leben
Krämer studierte von 1992 bis 1997 Psychologie an der Universität zu Köln, wo sie von 1998 bis 2007 als wissenschaftliche Angestellte und Dozentin mit Gary Bente arbeitete. 2003/2004 war sie Dozentin an der University of Cambridge. Nach ihrer Habilitation im Jahr 2006 erhielt sie 2007 einen Ruf als Professorin für „Sozialpsychologie – Medien und Kommunikation“ an die Universität Duisburg-Essen in der Fakultät für Informatik.

## Schriften (Auswahl)
- Arvid Kappas; Nicole C Krämer: Face-to-face communication over the Internet : emotions in a web of culture, language, and technology, Cambridge, UK ; New York : Cambridge University Press, 2011
- Soziale Wirkungen virtueller Helfer : Gestaltung und Evaluation von Mensch-Computer-Interaktion, Stuttgart : Kohlhammer, 2008, Habilschrift Uni Köln
- Hrsg.: Medienpsychologie : Schlüsselbegriffe und Konzepte, Stuttgart : Kohlhammer, 2008 ISBN 978-3-17-020112-5
- Gary Bente, Nicole C. Krämer, Anita Petersen (Hrsg.): Virtuelle Realitäten, Hogrefe Verlag, 2002 ISBN 9783840914652
- Bewegende Bewegung : sozio-emotionale Wirkungen nonverbalen Verhaltens und deren experimentelle Untersuchung mittels Computeranimation, Lengerich : Pabst, 2001, Diss. Uni Köln